# Lavora anchora
Lavora anchora är en insektsart som beskrevs av Ronald Gordon Fennah 1949. Lavora anchora ingår i släktet Lavora och familjen Tropiduchidae. Inga underarter finns listade i Catalogue of Life.